# Compagnia delle pellicce delle Montagne Rocciose
La Compagnia delle pellicce delle Montagne Rocciose (in inglese Rocky Mountain Fur Company) è stata una compagnia commerciale che operò negli Stati Uniti, prevalentemente nella regione del Green River, nel settore del commercio delle pellicce agli inizi del XIX secolo. La Compagnia fu fondata a Saint Louis nel 1822 dal maggiore Andrew Henry e dal generale William H. Ashley.

## Storia
Il castoro nordamericano, diffuso in gran parte del Canada e degli Stati Uniti, storicamente veniva cacciato da vari gruppi di nativi americani che ne utilizzavano la carne come cibo. Solo a partire dalla fine del XVI secolo questo animale è stato intrappolato o cacciato in quanto la sua pelliccia era molto ricercata per realizzare abiti e, soprattutto, cappelli. La domanda crescente di pelli di castoro che veniva dall'Europa portò allo sviluppo delle compagnie di pellicce che operarono prima in Canada e poi, a partire dall'inizio del XIX secolo, anche negli Stati Uniti grazie a Johb Jacob Astor che nel 1808 fondò l'American Fur Company destinata a dominare a lungo il commercio mondiale delle pellicce.

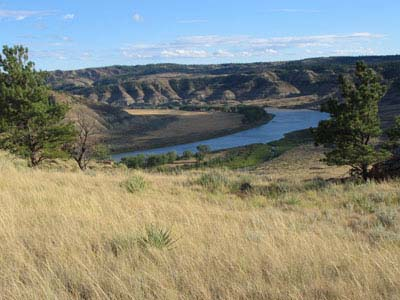
La regione dell'Upper Missouri (Montana)

Attirati da un mercato in costante e notevole espansione, agli inizi del 1822 William Ashley costituì una società a Saint Louis con Andrew Henry, suo precedente socio in affari, con l'intento di entrare nel fiorente settore del commercio delle pelli. Obiettivo dei due soci era quello di sfruttare le copiose colonie di lontre e di castori che abbondavano in Montana, nella regione dell'Upper Missouri che si estendeva lungo il versante nord-occidentale delle Montagne Rocciose.
Per Ashley, Henry era sicuramente la persona più adatta a ricoprire quel ruolo perché aveva già maturato un'esperienza significativa nel settore avendo fondato nel 1809 la Missouri Fur Company insieme a Manuel Lisa, William Clark, Jean Pierre Chouteau e Pierre Chouteau.

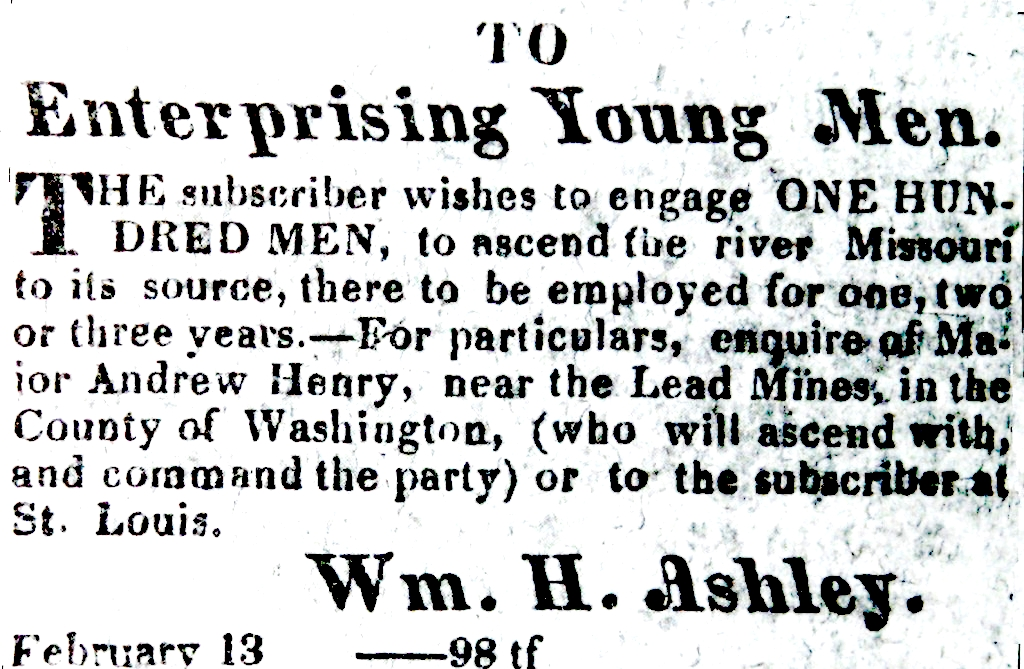
L'annuncio di Ashley pubblicato sulla Missouri Gazette di Saint Louis.

Il 13 febbraio Ashley pubblicò un annuncio sulla Missouri Gazette and Public Adviser e su altri giornali di Saint Louis, città che all'epoca era il cuore del commercio delle pellicce, per cercare
"100 giovani intraprendenti… che risalissero il fiume Missouri fino alla sua sorgente, dove verranno impiegati per uno, due o tre anni". Lo scopo era quello di stabilire un forte nell'alto Missouri, rifornirlo del necessario e usarlo come base operativa da cui dovevano poi partire i cacciatori di pellicce per le stagioni di caccia sulle Montagne Rocciose.
Questo invito all'avventura riscosse uno straordinario successo e raccolse l'adesione di nomi che sarebbero diventati famosi del West americano come Jim Bridger, William Sublette, James Beckwourth, Hugh Glass, Thomas Fitzpatrick, Jedediah Smith, David Jackson e molti altri. Erano tutti uomini esperti e affidabili conosciuti da allora in poi come "Ashley's Hundred" (I cento di Ashley) che ritennero che questa fosse una grande opportunità per esplorare nuove regioni vivendo una vita libera da ogni schema imposto dalla civiltà, girovagando sulle montagne, disegnando mappe e intrappolando castori.

### Le spedizioni
Gli inizi però furono tutt'altro che semplici. La prima spedizione partita da Saint Louis a maggio del 1822 fu un disastro. Una delle tre barche si capovolse poco dopo la partenza e tutte le attrezzature e le provviste andarono perse. Henry con i suoi uomini, invece, riuscì a risalire il Missouri e, alla fine dell'estate, costruì una postazione di rifornimento per i trapper alla foce del fiume Yellowstone e la chiamò Fort Henry.

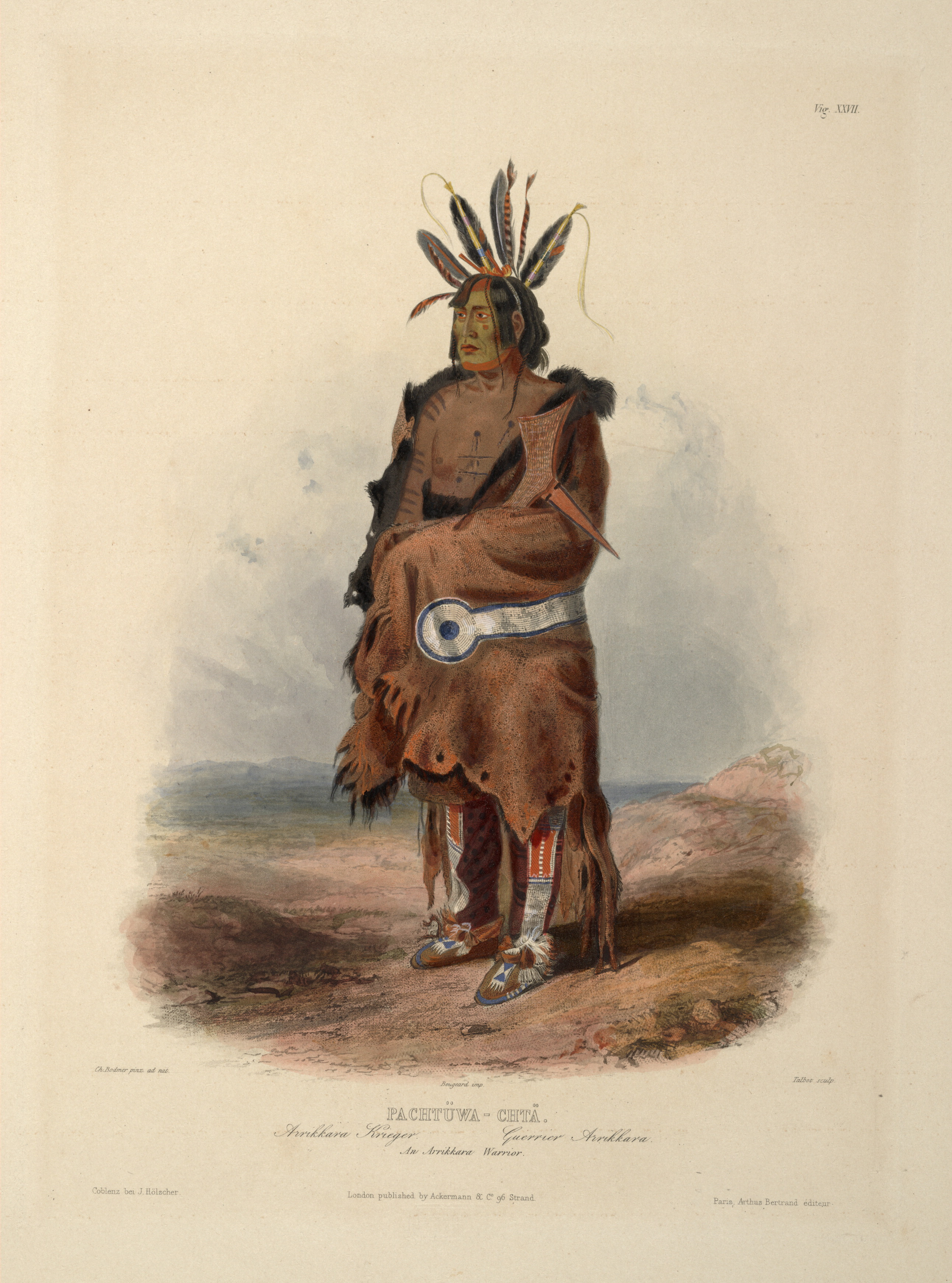
Guerriero Arikara
Dipinto di Karl Bodmer

Il 2 giugno 1823, la seconda spedizione guidata da Ashley dovette subire un duro attacco di una banda di Arikara. I cacciatori erano accampati vicino alla foce del Grand River al confine tra Nord Dakota e Sud Dakota quando furono attaccati dagli indiani che vedevano in loro pericolosi concorrenti nel commercio delle pellicce. Come esito dello scontro, tredici cacciatori furono uccisi e dieci rimasero feriti, tra questi anche Hugh Glass.
In soccorso dei cacciatori, che nel frattempo avevano trovato riparo alla foce del fiume Cheyenne, da Fort Atkinson (Nebraska) fu inviato il colonnello Henry Leavenworth con sei compagnie del VI Reggimento di fanteria. Questa campagna militare, passata alla storia come la "guerra degli Arikara", fu la prima operazione portata dall'esercito americano contro gli indiani a ovest del Mississippi. L'intervento dei soldati si rivelò però del tutto inefficace in quanto non riuscì a rendere sicura quella regione e per questo motivo è stato bollato da alcuni storici come "il peggior disastro nella storia del commercio delle pellicce nel West americano".
Viste le difficoltà di risalire il fiume Missouri, Ashley decise perciò di raggiungere le Montagne Rocciose spostandosi a cavallo attraverso territori selvaggi e in parte ancora inesplorati. Per evitare che i suoi uomini potessero essere individuati dagli indiani, li divise in piccoli gruppi che procedettero separati gli uni dagli altri. Uno di questi gruppi, guidato da Jedediah Smith, nel marzo del 1824 riscoprì il South Pass e furono loro i primi esploratori a raggiungere via terra l'Oregon Country.
L'anno successivo, Henry che aveva quasi 50 anni, visto che la Compagnia non dava i rendimenti sperati, decise di lasciare l'attività e si ritirò dal commercio delle pellicce. Fu questo un duro colpo per Ashley che perdeva così il socio più esperto e per lui il futuro si prospettava tutt'altro che roseo anche a causa della concorrenza spietata della Hudson's Bay Company e soprattutto dell'American Fur Company di John Jacob Astor.

### Irendezvous

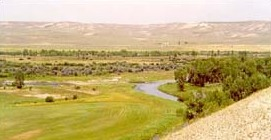
Sito dei rendezvous tenuti sull'Upper Green River nella contea di Sublette (Wyoming)

La situazione cambiò radicalmente nel 1825 quando Ashley rivoluzionò l'organizzazione del commercio delle pelli introducendo il sistema del rendezvous.
Era questo un appuntamento annuale che si teneva in un luogo sempre diverso, dove trapper e commercianti si incontravano per scambiare o vendere le pelli e rifornirsi dalla Compagnia del necessario per la nuova stagione di caccia. Il primo rendezvous si tenne sull’Henry’s Fork del Green River (nell'attuale stato del Wyoming) a luglio del 1825.
Questi appuntamenti si trasformarono rapidamente in grandi raduni con la presenza di diverse centinaia di cacciatori e anche quella di indiani che arrivavano dalle zone circostanti. Per i cacciatori erano l'occasione per incontrare altre persone dopo lunghi mesi passati in solitudine sulle montagne, una sorta di caotica kermesse dove essi facevano baldoria, gozzovigliavano, si sbronzavano e si divertivano raccontando smargiassate. L'atmosfera che si respirava in questi raduni è ben descritta nell'autobiografia di James Beckwourth «Si indulgeva liberamente all'allegria, ai canti, alla danza, alle grida, al commercio, alla corsa, al salto, a cantare, alle gare, al tiro al bersaglio, alle fandonie, agli scherzi, con ogni sorta di stravaganza che gli uomini bianchi o gli indiani potevano inventare.»
La conferma che l'intuizione di Ashley era stata una scelta vincente venne dall'incremento del business della Compagnia. Nei tre anni successivi, infatti, furono raccolte e inviate a Saint Louis pellicce per un valore di oltre centottantamila dollari.
I rendezvous diventarono uno stile di vita irrinunciabile per i cacciatori di pellicce e si tennero ininterrottamente fino al 1838. Nel suo studio critico The American Fur Trade of the Far West, lo storico Hiram M. Chittenden scrive «...the mountain rendezvous was a remarkable gathering entirely unique in American history.» («...l'appuntamento in montagna è stato un raduno straordinario, del tutto unico nella storia americana.»). Nel 1826 Ashley, che aveva accumulato una grande fortuna, vendette la società a Jedediah Smith, William Sublette e David Jackson per dedicarsi alla politica, ma continuò a fornire materiali e attrezzature ai raduni annuali.

### Fine di un'era

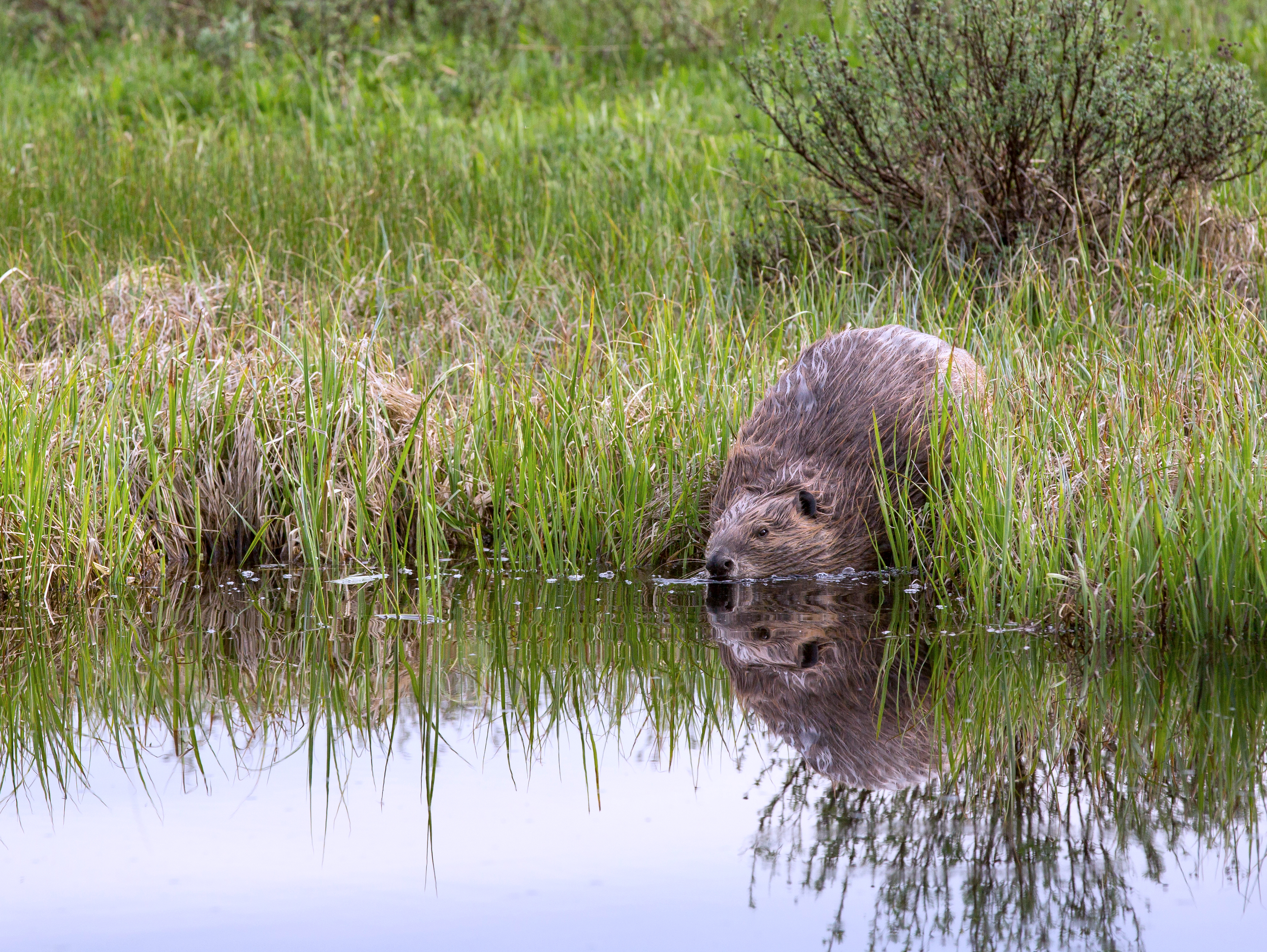
Castoro nordamericano (Castor canadensis)

Al rendezvous del 1830 ci fu un nuovo passaggio di mani quando l'impresa venne acquistata da Jim Bridger, Milton Sublette, Henry Fraeb, John Baptiste Gervais e Thomas Fitzpatrick e da quel momento venne ufficialmente conosciuta con il nome di Rocky Mountain Fur Company. Fu quello anche il momento in cui iniziò il periodo di crisi per tutte le aziende che operavano nel settore delle pellicce. Il numero di castori sulle Montagne Rocciose era diminuito notevolmente come conseguenza di una caccia spietata durata decenni e, nel contempo, i cappelli di castoro non erano più di moda soppiantati dai cappelli di seta. L'effetto negativo sul mercato fu immediato e la caccia agli animali da pelliccia diventò non più redditizia. A causa di ciò, la Rocky Mountain Fur Company ebbe crescenti problemi finanziari e si trovò nella impossibilità di pagare i fornitori, tra questi William Sublette. Al rendezvous del 1834, di fronte all'insolvenza della Compagnia, Sublette decise di non fornirle più le merci e in tal modo ne determinò la bancarotta.
L'American Fur Company assorbì alcuni cacciatori dell'azienda rivale e continuò ad operare con difficoltà crescenti fino al 1840 quando anch'essa fu costretta a chiudere. L'epoca gloriosa dei castori e dei trapper, del commercio delle pellicce e dei rendezvous era finita.